# Nomada crudelis
Nomada crudelis är en biart som beskrevs av Cresson 1878. Nomada crudelis ingår i släktet gökbin, och familjen långtungebin. Inga underarter finns listade i Catalogue of Life.